# Coco Páez
Constanza Páez (Santiago, 14 de diciembre de 1992), conocida artísticamente como Coco Páez, es una modelo, actriz y cantante chilena.

## Biografía
Páez nació en Santiago de Chile, pero su familia paterna era del sur y la materna del norte del país. Ella vivió tanto en la capital como en Temuco y Punta Arenas. Estudió Cine en la Universidad de Chile, en la Escuela de Comunicación e Imagen -ahora Facultad de la Comunicación e Imagen- entre 2012 y 2016.
Su carrera profesional comienza con el modelaje. Trabajó con el diseñador de vestuario Claudio Paredes en la colección “Spring/Summer/Fall/Winter”, un proyecto que tenía como objetivo lanzar una colección de lencería todos los días a lo largo de un año, desde el 1 de diciembre de 2018 hasta el 1 de diciembre de 2019. Este trabajo le valió a Páez una aparición en la revista de moda GQ Latinoamérica.
Posteriormente, comienza a adentrarse en el mundo de la actuación. Forma parte del video musical de la canción “Voz de la calle” del grupo chileno Electrodomésticos, lanzado el 5 de septiembre de 2019. En octubre del mismo año, termina de grabar la película La Verónica (2020), dirigida por Leonardo Medel y producida por Merced. Aquí interpreta a La Moni, quien es la mejor amiga de la protagonista, Verónica Lara (Mariana Di Girolamo). Páez estuvo presente en los festivales internacionales en que el largometraje fue seleccionado, tales como el Festival Internacional de Cine de San Sebastián, el Festival Internacional de Cine de Toronto o el Festival Internacional del Nuevo Cine Latinoamericano de La Habana. También actuó en los videos musicales de las canciones Influencer de Camila Riestra y Reach the sky de Carlos Cabezas, ambas son parte de la banda sonora de la película y fueron lanzadas en 2021.
Después de La Verónica, participa como actriz en el video musical de la canción “Shake it up” de Kidd Tetoon, en “Mango negro” de Fran Straube (Rubio) y en “Cenizas” de Fernando Milagros. En este periodo, comienza su carrera como cantante, participando en el grupo Usted No! De Claudio Pérez para la producción del álbum “Spin-off La Moni” (2021). Este es un disco creado a partir de la película La Verónica, en que se cuenta la historia de la protagonista desde el punto de vista de Moni (Coco Páez). En esta producción, ella se encarga de los textos y de las voces, siempre desde el punto de vista de su personaje. De esta obra se extrajo el sencillo "Tchori", el cual tiene un videoclip protagonizado por Páez, Mariana Di Girolamo, Josefina Montané y Tutú Vidaurre.
Posteriormente, el 2 de diciembre de 2022, lanza su primer sencillo como artista en solitario, llamado “Pecado original”. Este fue publicado a través de "Fake it Make it", sello de producciones de "Tierradefuego". La producción de la canción estuvo a cargo de Elvis Tørr, quien trabajó en conjunto con Páez para escribir el tema. El video musical fue producido por Merced. Ella explica que con su música intenta instalar el “Chori Pop”, concepto que inventó pensando en el término japonés “kawaii” y hace alusión a lo simpático del folclore y la cultura popular chilena. Meses después, el 9 de marzo de 2023, estrena su segundo sencillo titulado “Aleluya palta”, el cual cuenta con los mismos encargados de producción tanto en el apartado musical como en el videoclip. Según explica la artista, esta canción es una oda a la palta (o aguacate), a lo cual denomina como “oro verde”. Contiene samples de “Ashes to ashes” de David Bowie y de “T’appartengo” de la actriz y ex cantante italiana Ambra. En entrevistas sobre el lanzamiento de Aleluya Palta, Páez citó como influencias a Kate Bush, Tori Amos, Fiona Apple, David Byrne, David Bowie, Ambra, Sinéad O’Connor y Madonna.

## Filmografía

### Películas
- La Verónica (2020) – como La Moni

### Videos musicales
- Electrodomésticos – Voz de la calle (2019)
- Usted No! – Tchori (2021)
- Camila Riestra - Influencer (2021)
- Carlos Cabezas - Reach the sky (2021)
- Rubio – Mango negro (2021)
- Concon - Efímero (2021)
- Fernando Milagros – Cenizas (2022)
- Coco Páez – Pecado original (2022)
- Coco Páez – Aleluya palta (2023)

## Discografía

### Álbumes en colaboración
- 2021: Usted No! - Spin-Off La Moni

### Sencillos
- 2022: Pecado original
- 2023: Aleluya palta